# Czajnik

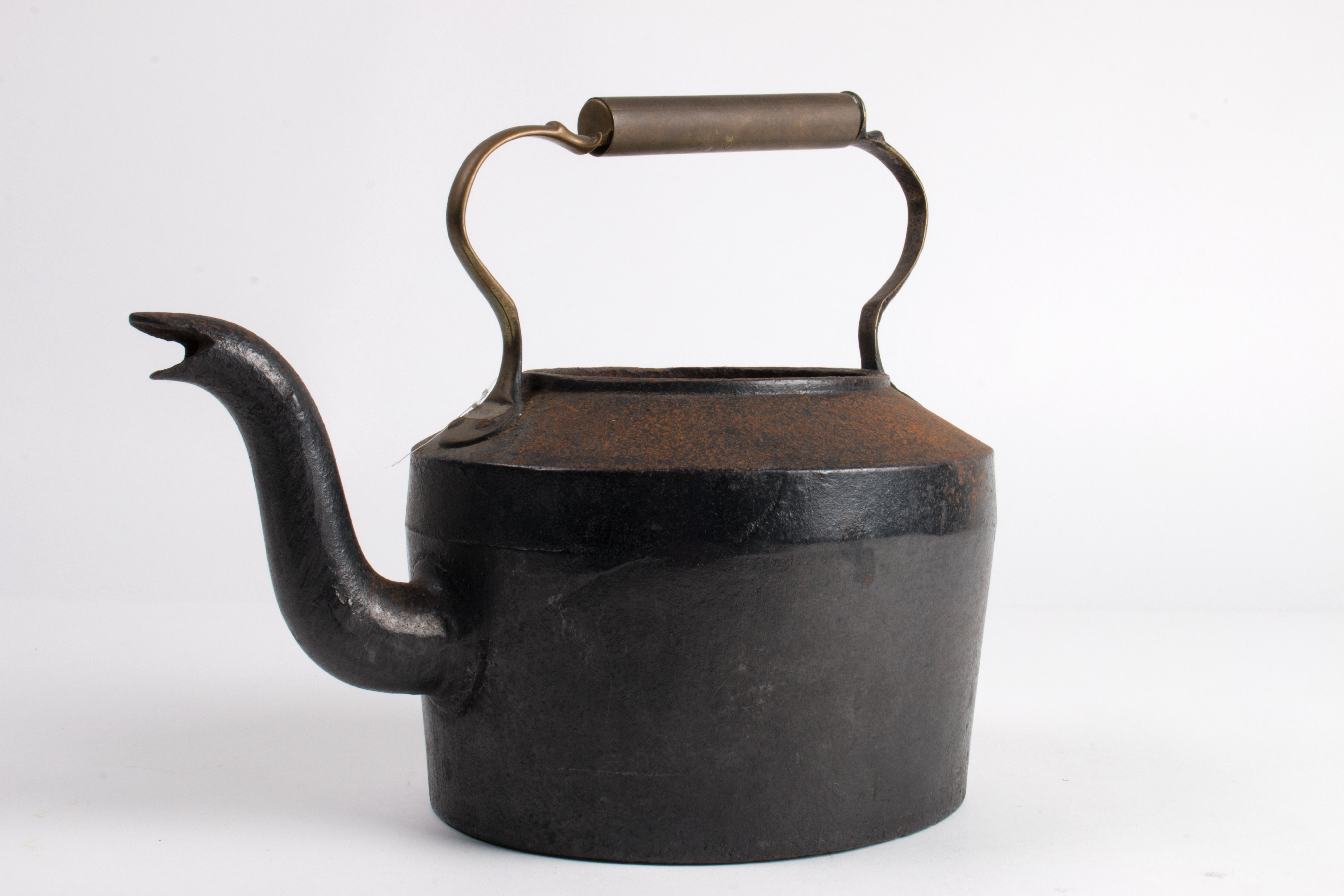
Czajnik klasyczny (bez gwizdka)

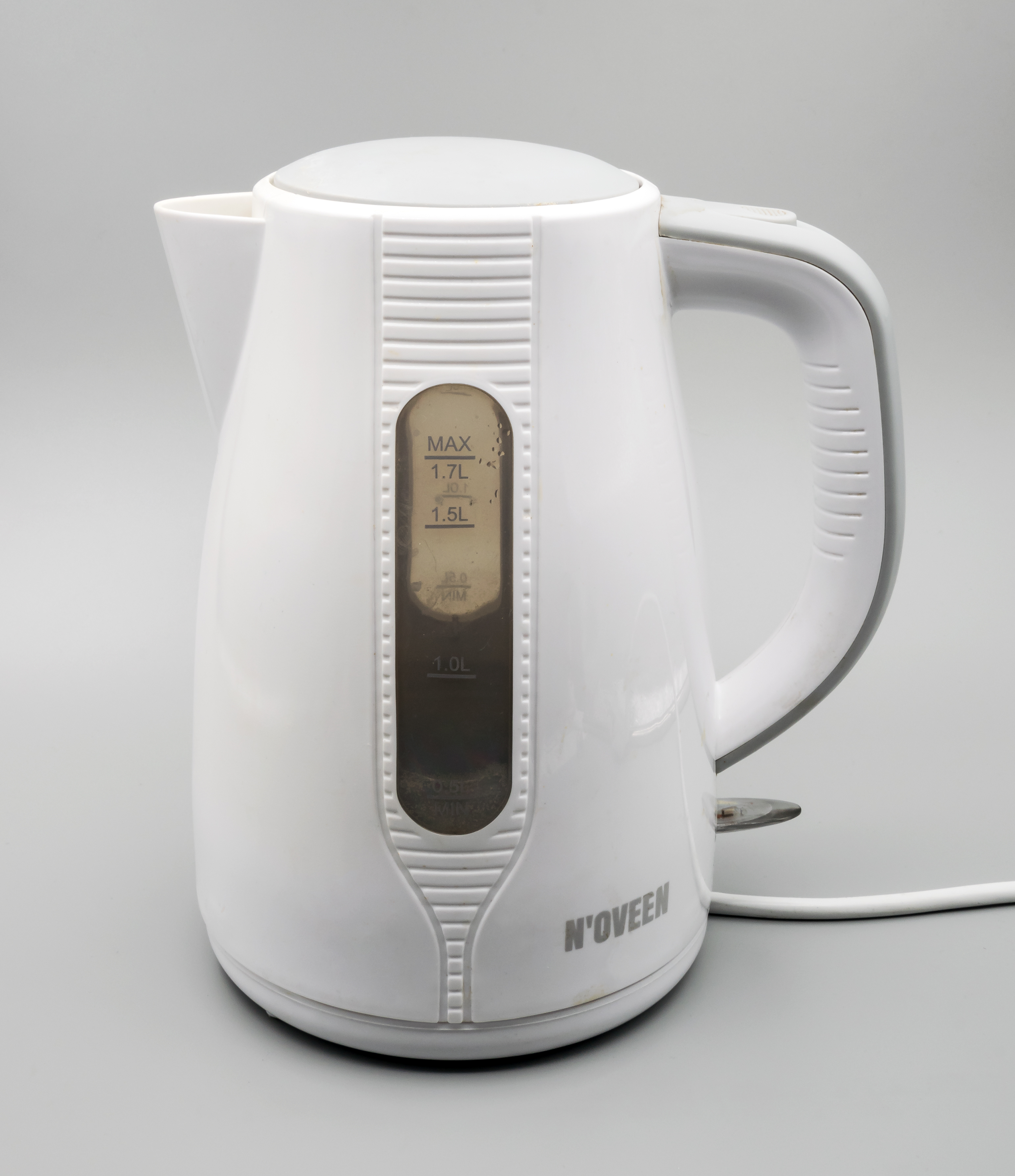
Czajnik elektryczny

Czajnik, imbryk – naczynie kuchenne służące zazwyczaj do gotowania wody.

## Opis
Klasyczna konstrukcja czajnika to garnek z pokrywką i z dodatkową rurką zakończoną „dziobkiem”, służącym do łatwego wylewania wody z naczynia bez potrzeby zdejmowania pokrywki. Czajnik zazwyczaj wyposażony jest w pojedynczy uchwyt, często w postaci dużego pałąka. Niekiedy na dziobek czajnika zakładany jest specjalny kapturek z odpowiednio ukształtowanym otworem (tzw. gwizdek), który wydaje dźwięk (zwykle gwizd) wówczas, gdy woda w czajniku zagotuje się i rośnie ciśnienie pary we wnętrzu naczynia. Gwizd wydobywający się podczas gotowania wody ma zabezpieczać przed zapomnieniem o wyłączeniu podgrzewania i wygotowaniem się wody, co skutkować mogłoby zniszczeniem czajnika.
Czasem czajnik ma tylko jeden wspólny otwór – do wlewania i wylewania wody – i nie jest odkrywany od góry (zatem nie ma też pokrywki). Takie rozwiązania niemal zawsze wyposażone są w gwizdek.
Czajnik do gotowania wody na ogół nie służy do zaparzania napojów (kawy, herbaty itp.), do czego używane są zazwyczaj ceramiczne (porcelanowe, fajansowe itp.), ewentualnie szklane, specjalnie do tego celu przeznaczone czajniczki lub dzbanki.
Ostatnio coraz większą popularność zyskują czajniki elektryczne, ponieważ ich użytkowanie wymaga mniejszego wkładu pracy i mniejszej uwagi ze strony użytkownika.

## Działanie gwizdka
Pełny mechanizm działania gwizdka czajnika sformułowano dopiero w 2013 roku. Do tego czasu opis ten sprowadzał się do wibracji powietrza powstających przy wydostawaniu się pary wodnej poprzez dwie szczeliny gwizdka. Został on przedstawiony w 1877 roku przez lorda Rayleigha w pracy The theory of sound. Pierwszy patent na „urządzenie alarmujące do naczyń kuchennych” złożono w USA w 1909 roku.
Badania prowadzone przez inżynierów z University of Cambridge doprowadziły jednak do konkluzji, że opis ten nie jest pełen. Przeprowadzili oni serię eksperymentów, w której wykazali, że dźwięk powstaje w gwizdku poprzez dwa mechanizmy. Pierwszy, to ogólnie znane przeciskanie się pary przez szczeliny gwizdka, kiedy to gwizdek tworzy rezonator Helmholtza - podobnie, gdy dmucha się w szyjkę butelki pod odpowiednim kątem. Drugim, odkrytym w badaniu, jest powstawanie regionu przepływu turbulentnego (w wyniku rozprężania się pary po przejściu przez szczeliny uderza ona w ścianki gwizdka powodując małe impulsy ciśnienia i wiry) w gwizdku, tj. powstawanie małych wirów powietrza, które powodują powstawanie dźwięków w niektórych częstotliwościach.
Zdaniem badaczy mechanizm ten może również wyjaśniać dźwięki wydawane przez powietrze uwięzione w rurach czy też niektóre dźwięki wydawane przez uszkodzone układy wydechowe silników spalinowych.